# أبو فشيغة (جعلان بني بو علي)
ابوفشيغة منطقة سكنية تقع في ولاية جعلان بني بو علي، التابعة لمحافظة جنوب الشرقية في سلطنة عمان. يقدر عدد سكانها بـ 280 نسمة حسب إحصاء عام 2010 التابع للمركز الوطني للإحصاء والمعلومات الحكومي. رمز المنطقة هو 80410461.

## الوصلات الخارجية
- المركز الوطني للإحصاء والمعلومات، سلطنة عمان